# Mitteldeutsche Regiobahn

Logo der Mitteldeutschen Regiobahn (seit 2015)

Die Mitteldeutsche Regiobahn (MRB) ist eine Marke der Eisenbahnverkehrsunternehmen Transdev Regio Ost (TDRO) und Bayerische Oberlandbahn (BOB), die beide zur französischen Transdev Group gehören. Stand Juni 2023 werden fünf Linien im Auftrag der zuständigen Aufgabenträger in Sachsen, Bayern und Brandenburg betrieben. Überregional bedeutsam sind die als Regionalexpress gefahrenen Verbindungen zwischen Dresden und Hof sowie zwischen Leipzig und Chemnitz, die den nicht angebotenen Fernverkehr in diesen Relationen ersetzen.

## Geschichte
Im Zuge der Neuausschreibung des Regionalverkehrsnetzes im Raum Leipzig erhielt die damalige Veolia Verkehr den Zuschlag für eine Reihe von Nahverkehrsstrecken, die zuvor von der DB Regio Südost betrieben wurden. Zunächst ging zum Fahrplanwechsel im Dezember 2008 die Strecke von Halle (Saale) nach Eilenburg an Veolia Verkehr, im Dezember 2009 folgten sechs weitere Strecken. Der Auftrag für die Bestellung der Strecken wurde für zwei Jahre vergeben. Im Gegensatz zur Deutschen Bahn wurde von der Veolia Verkehr die Garantie dafür übernommen, dass in jedem Zug ein Kundenbetreuer anzutreffen ist.

Früheres Logo (bis 2015)

Mit der Übernahme des Betriebs auf der Strecke Halle–Eilenburg im Dezember 2008 ordnete der damalige Verkehrskonzern Veolia Verkehr seine Marken im Schienennahverkehr im Osten neu. In die neugeschaffene Marke Mitteldeutsche Regiobahn wurden auch die Verkehre auf der Strecke Leipzig–Geithain, die zuvor unter der Marke HarzElbeExpress (HEX) betrieben wurden, integriert. Die Connex Sachsen GmbH hieß anschließend Veolia Verkehr Regio Ost GmbH. Seit dem 16. März 2015 firmiert das Unternehmen als Transdev Regio Ost.
Nach einer gemeinsamen Ausschreibung des Zweckverbands Verkehrsverbund Mittelsachsen (ZVMS) und des Zweckverbands für den Nahverkehrsraum Leipzig (ZVNL) betreibt die Transdev Regio Ost seit Dezember 2015 auch die Regionalexpresslinie zwischen Leipzig und Chemnitz. Mit dem Einsatz von Fernverkehrswagen wurde hier ein höherer Komfort für die Fahrgäste – als sonst im Nahverkehr üblich – angestrebt. Der Vertrag läuft bis Dezember 2023, mit der Möglichkeit der Verlängerung bis 2025. Am 12. Juni 2016 übernahm Transdev Regio Ost auch den Betrieb der Linie RB 110 Leipzig – Döbeln. Beide Linien wurden von Anbeginn als Mitteldeutsche Regiobahn vermarktet.
Am 8. Juni 2015 erhielt die Bayerische Oberlandbahn GmbH (BOB) den Zuschlag für die Betriebsführung des sogenannten E-Netzes Mittelsachsen. Der Vertrag mit dem Zweckverband Verkehrsverbund Mittelsachsen und vier weiteren SPNV-Aufgabenträgern läuft von Juni 2016 bis Dezember 2030. Das Angebot wird ebenfalls unter der Marke Mitteldeutsche Regiobahn geführt.
Im Juli 2018 gab der Zweckverband Verkehrsverbund Mittelsachsen bekannt, dass ab 2019 bis zu drei Zugpaare der Linie RB 45 von Elsterwerda als Regionalexpress umsteigefrei nach Berlin verlängert werden sollten. Mit einer Fahrtzeit von rund drei Stunden wäre sie ebenso schnell wie die Umsteigeverbindungen über Leipzig Hbf gewesen. Zu einer Umsetzung des Vorhabens kam es nicht.
Vom 1. Oktober 2019 bis Dezember 2021 betrieb Transdev Regio Ost im Rahmen einer Notvergabe des Zweckverbands Verkehrsverbund Oberelbe die Linien des sogenannten VVO-Dieselnetzes ebenfalls unter der Marke Mitteldeutsche Regiobahn. Die Städtebahn Sachsen als vorherige Betreiberin hatte infolge Insolvenz ihren Betrieb einstellen müssen.

## Liniennetze

### Dieselnetz Nordwestsachsen Teillos A und B
Das Dieselnetz Nordwestsachsen (Lose A und B) wird im Auftrag des Zweckverbandes für den Nahverkehrsraum Leipzig (ZVNL) und des Verkehrsverbundes Mittelsachsen (VMS) von Transdev Regio Ost bedient, während das Los C für die Linie RB 113 gilt und weiterhin von DB Regio Südost bedient wird.
| Linie  | Zuglauf                                             | Vertragslaufzeit                        | Anmerkungen              |
| ------ | --------------------------------------------------- | --------------------------------------- | ------------------------ |
| RE 6   | Leipzig Hbf – Bad Lausick – Geithain – Chemnitz Hbf | Dez. 2015 – Dez. 2031 (2023 verlängert) | Option bis Dezember 2033 |
| RB 110 | Leipzig Hbf – Grimma – Döbeln Hbf                   | Jun. 2016 – Dez. 2025                   | –                        |

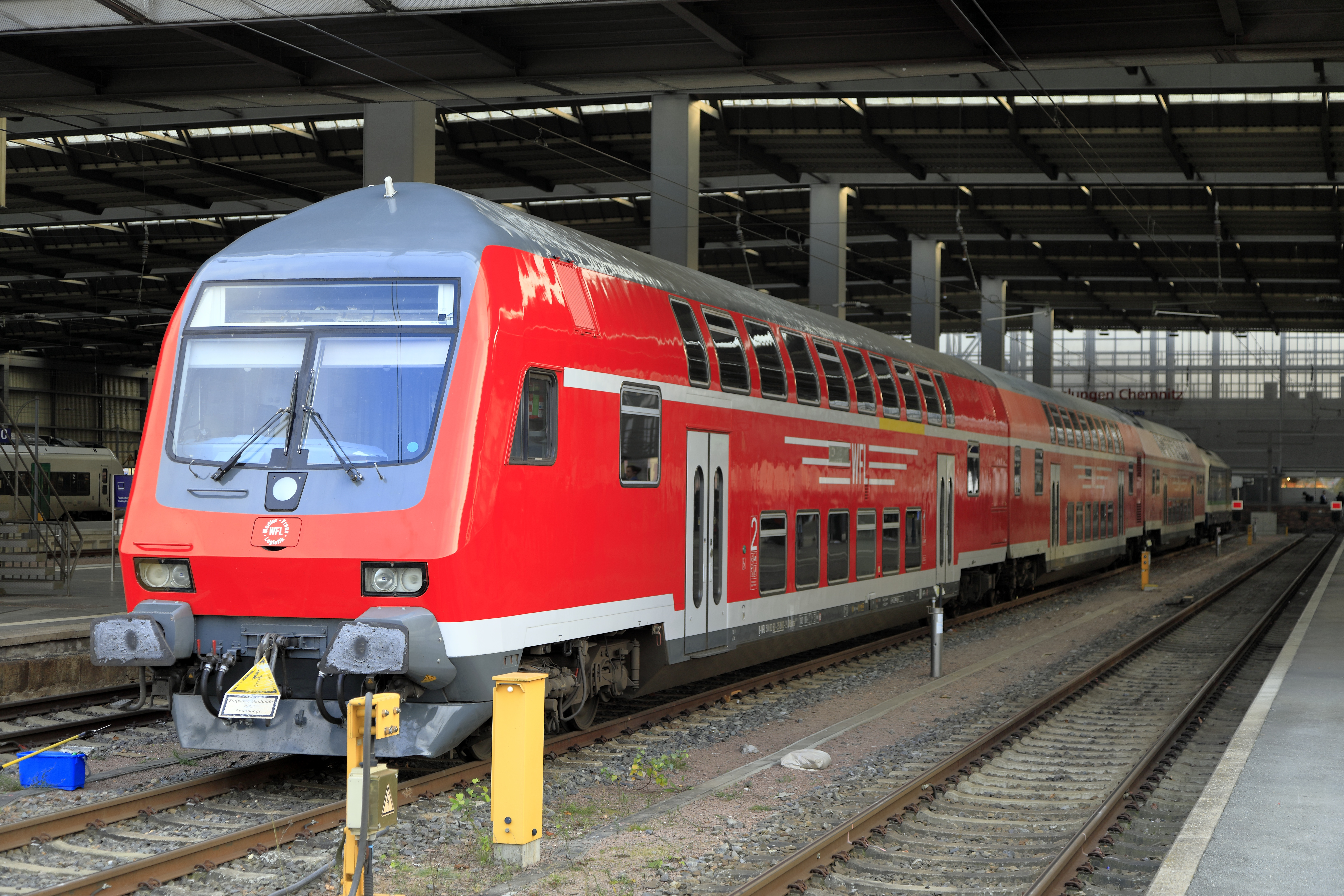
Die Züge der Linie RE 6 bestehen aus einer Diesellokomotive Siemens ER20 und WFL-Doppelstockwagen älterer Bauart (2024)
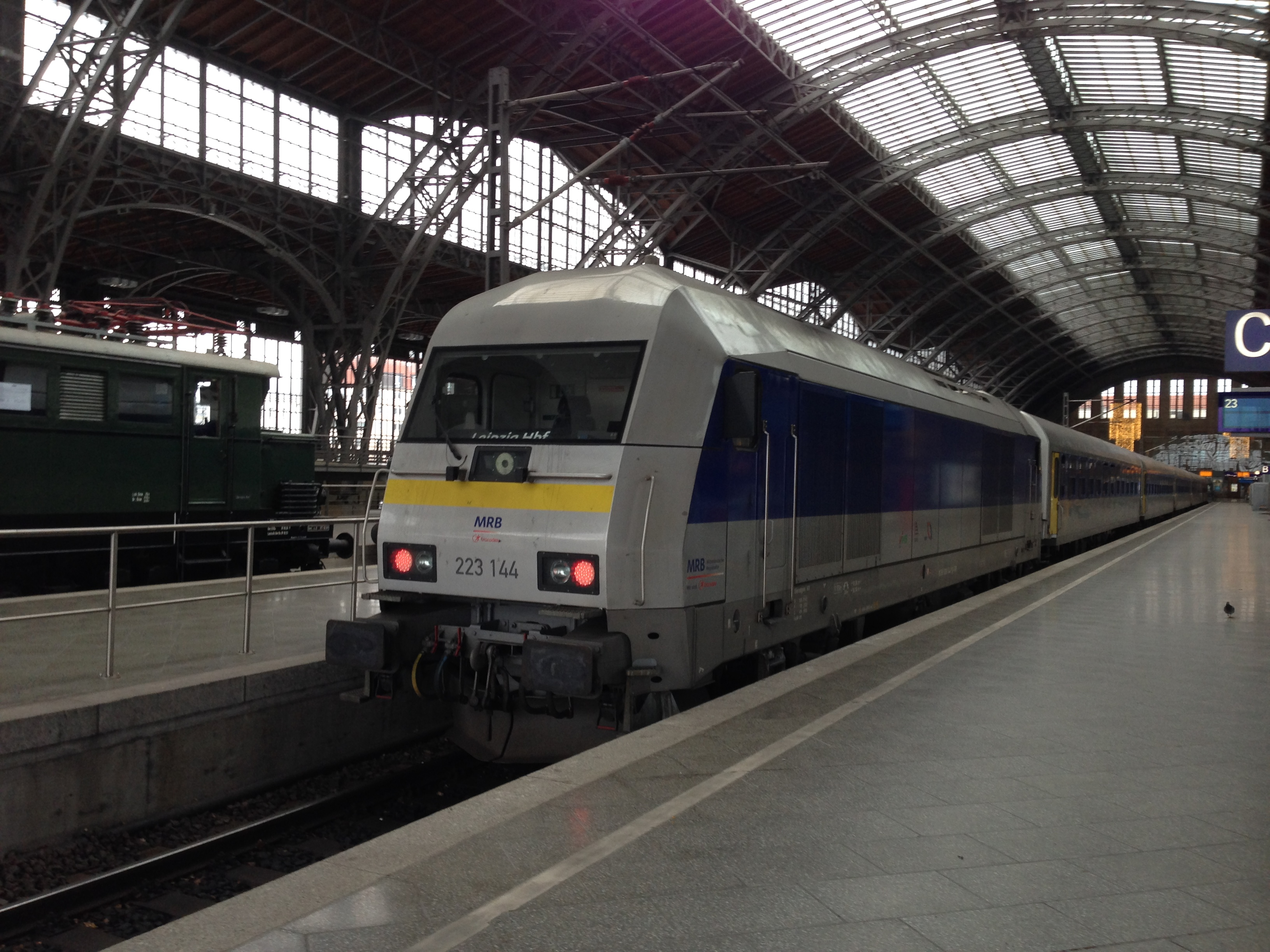
Die Züge der Linie RE 6 mit nicht mehr eingesetzten Reisezugwagen älterer Bauart (2016)
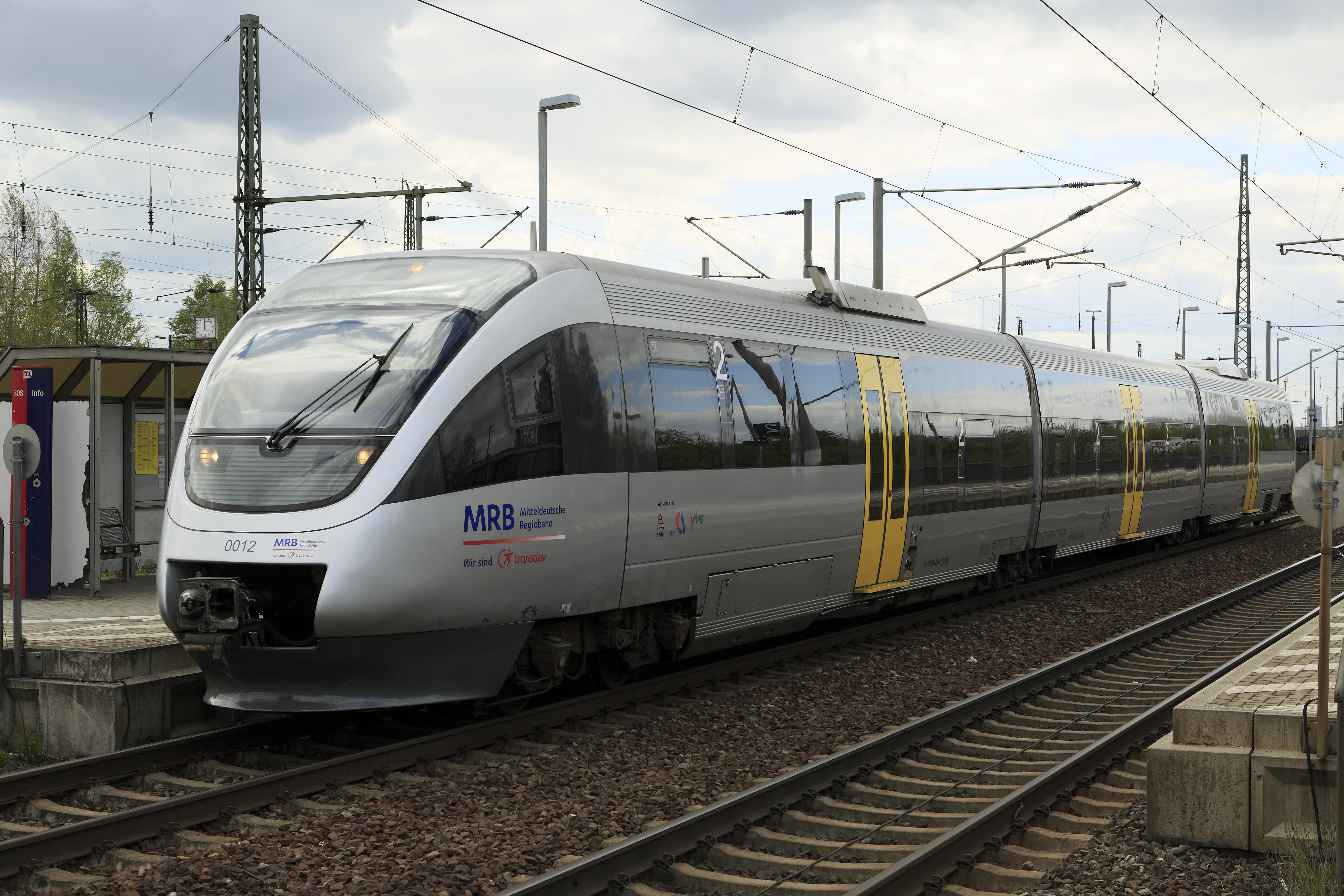
Bombardier Talent auf der Linie RB 110 Leipzig–Döbeln (2017)

#### Linie RE 6
Auf der Linie RE 6 wurden zwischen Dezember 2015 und Dezember 2024 von der Transdev Regio Ost GmbH klotzgebremste UIC-Z-Abteilwagen und als Steuerwagen Halberstädter Mitteleinstiegswagen der ehemaligen Deutschen Reichsbahn eingesetzt, die mit Lokomotiven des Typs Siemens ER20 bespannt wurden. Dem vorausgegangen waren Unstimmigkeiten zwischen dem VMS und DB Regio Südost über den wirtschaftlichen Betrieb der Verbindung. Die Neuausschreibung hat die Anforderungen abgesenkt und den Einsatz gebrauchter Fahrzeuge vorgesehen. Die bislang eingesetzte DB-Baureihe 612 stand der MRB nicht zur Verfügung. Stattdessen kamen Fahrzeuge aus dem Transdev-Fahrzeugpark von der Nord-Ostsee-Bahn zum Einsatz. Die Fahrzeuge waren steter Kritik ausgesetzt.
Aufgrund ausbleibender Elektrifizierung der Strecke, wurde im Februar 2020 bekannt gegeben, dass ab 2023 Batterietriebwagen vom Typ Alstom Coradia Continental BEMU eingesetzt werden sollen. Diese wurden Gegenstand der Neuausschreibung des Verkehrsvertrages zum RE 6, bei der sich die Transdev Regio Ost wieder durchgesetzt hat. Die elf Fahrzeuge werden der MRB beigestellt. Allerdings konnte Hersteller Alstom keine rechtzeitige Zulassung seiner neuen Modelle erwirken. Daher wurde weiterhin mit den alten Fahrzeugen gefahren.

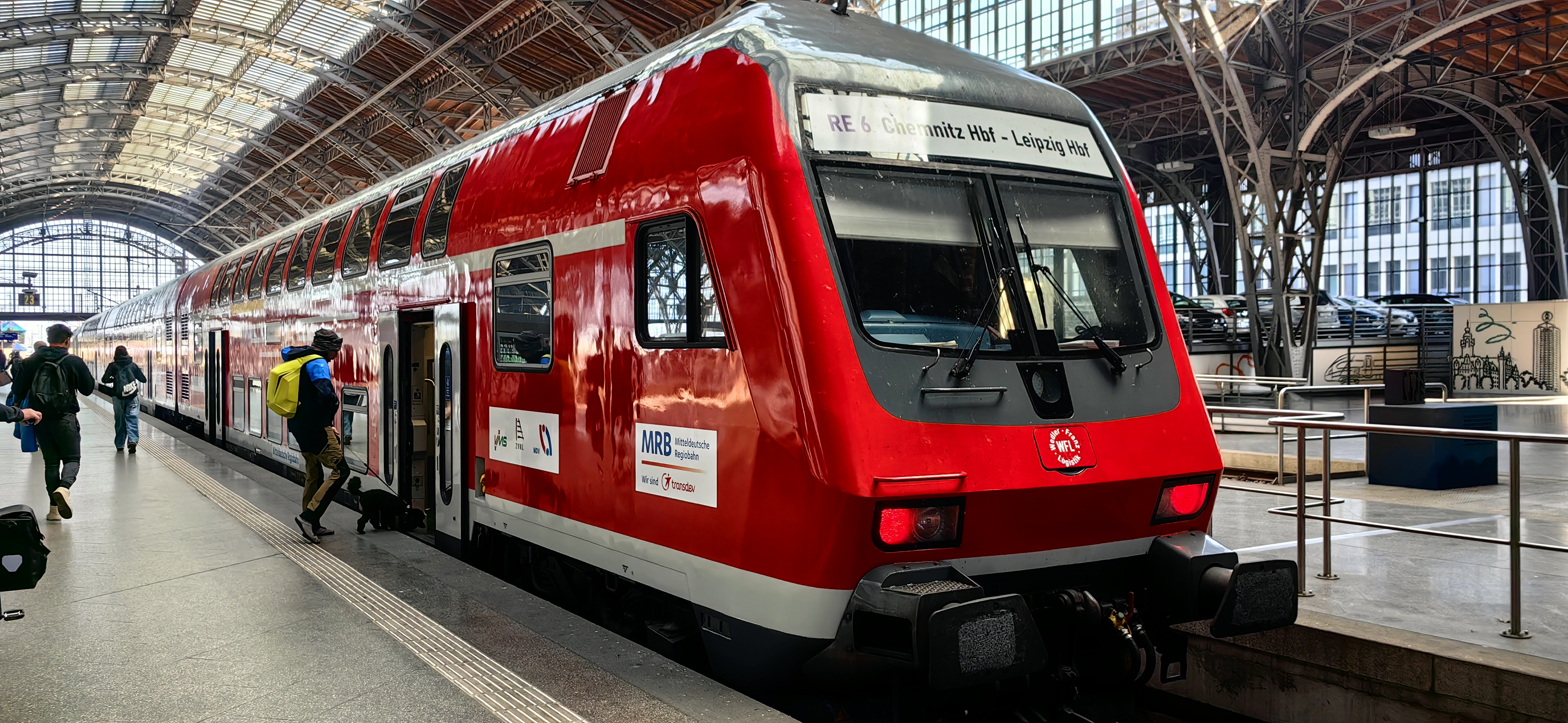
RE 6 Ersatzzug mit Wagen der Wedler Franz Logistik, Leipzig Hbf

Nach mehreren Ausfällen mietet Transdev Regio Ost seit dem Fahrplanwechsel im Dezember 2023 einen zusätzlichen Wagenzug mit älteren Bombardier-Doppelstockwagen (DBuza, DABpbzfa) und einer Sitzplatzkapazität von 306 Sitzen für einen stabilen Verkehr bei Wedler Franz Logistik an. Seit dem Fahrplanwechsel im Dezember 2024 kommen auf zwei von drei Umläufen die Doppelstockwagen von der Wedler Franz Logistik zum Einsatz. Durch Probleme mit den Doppelstockwagen werden auf einem Umlauf auch Triebwagen der Bayrischen Regiobahn eingesetzt. Wegen technischer Probleme wird der erste Doppelstockwagen hinter der Lokomotive abgesperrt, sodass nur noch zwei Doppelstockwagen zur Verfügung stehen. Die MRB setzt nun Verstärker-Busse zwischen Chemnitz und Leipzig sowie den RE 6E (Chemnitz Hbf – Riesa – Leipzig) ein. Die Batterietriebwagen werden voraussichtlich erst ab 2026 eingesetzt.

#### Linie RB 110
Auf der Linie RB 110 verkehren Dieseltriebwagen der Typen Bombardier Talent, Stadler Regio-Shuttle RS 1 und LINT 41. Je nach Bedarf werden die Triebwagen auch in Doppel-, Dreifach- oder gar Vierfachtraktion eingesetzt.
Auf der RB 110 ließ Transdev Regio Ost 2018 wegen Personalmangel zeitweise Schienenersatzverkehr für die Verstärkerfahrten zwischen Leipzig und Grimma fahren.

### Elektronetz Mittelsachsen
Das Elektronetz Mittelsachsen wird im Auftrag der Aufgabenträger Verkehrsverbund Oberelbe (VVO), Verkehrsverbund Mittelsachsen (VMS), Verkehrsverbund Vogtland (VVV), Bayerische Eisenbahngesellschaft (BEG) und des Verkehrsverbundes Berlin-Brandenburg (VBB) von der Bayerischen Oberlandbahn (BOB) durch ihre Tochter Transdev Mitteldeutschland (TDM) bedient.
| Linie | Zuglauf                                                                                              | Vertragslaufzeit      | Anmerkung                                                                                                   |
| ----- | --- | --------------------- | --- |
| RE 3  | Dresden Hbf – Freiberg (Sachs) – Chemnitz Hbf – Zwickau (Sachs) Hbf – Plauen (Vogtl) ob Bf – Hof Hbf | Juni 2016 – Dez. 2030 | Es besteht ein ordentliches Kündigungsrecht bei der Streckenelektrifizierung Hof–Nürnberg ab Dezember 2025. |
| RB 30 | Dresden Hbf – Freiberg (Sachs) – Chemnitz Hbf – Zwickau (Sachs) Hbf                                  | Juni 2016 – Dez. 2030 | – |
| RB 45 | Chemnitz Hbf – Döbeln Hbf – Riesa – Elsterwerda                                                      | Juni 2016 – Dez. 2030 | – |

Im Elektronetz Mittelsachsen kommen ausschließlich elektrische Triebzüge vom Typ Alstom Coradia Continental zum Einsatz, die vom Verkehrsverbund Mittelsachsen beschafft und für die bestellten Verkehre zweckgebunden zur Verfügung gestellt wurden.

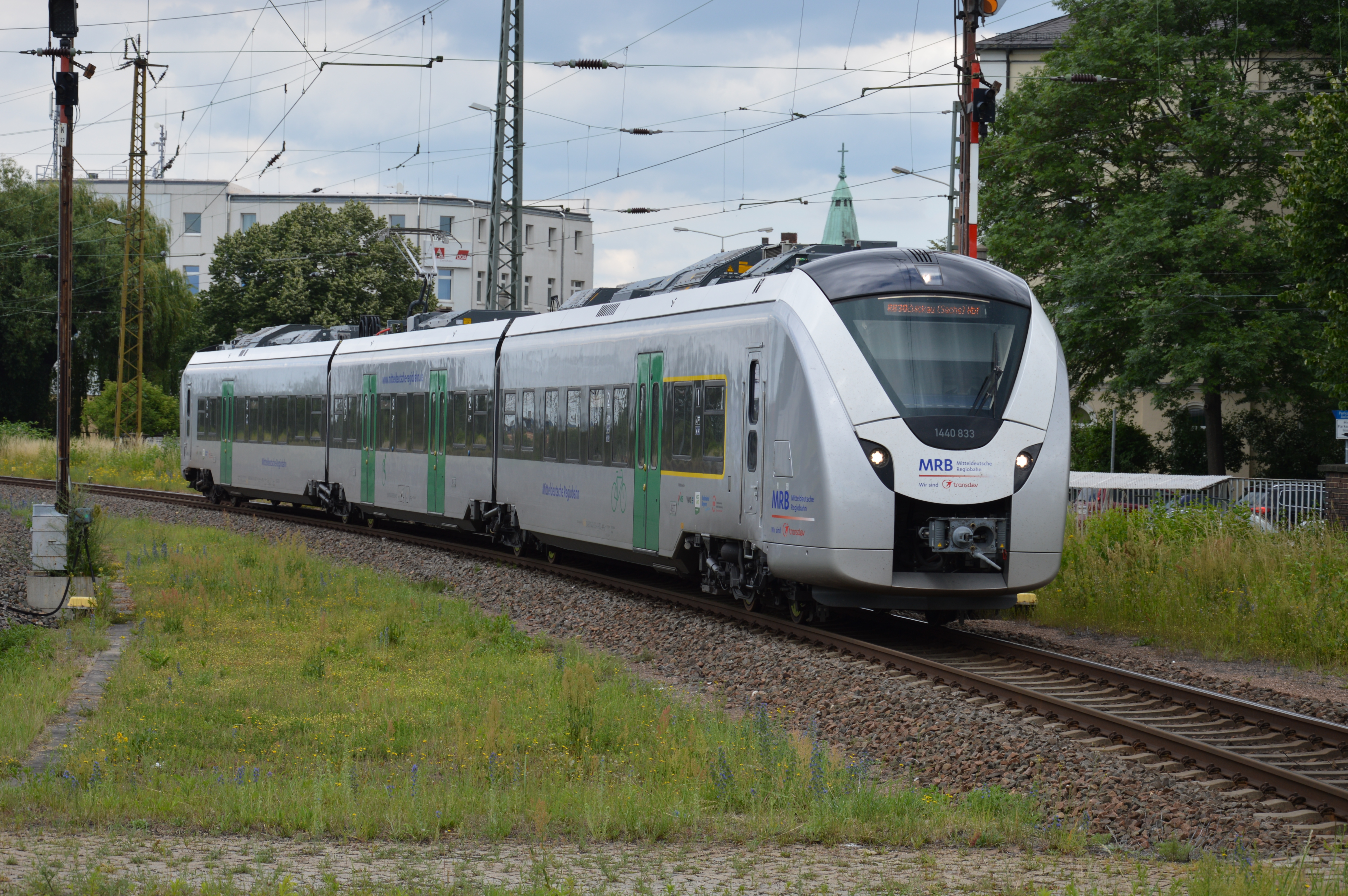
Coradia Continental (Dreiteiler) als Regionalbahn RB 30 in Zwickau Hbf (2016)
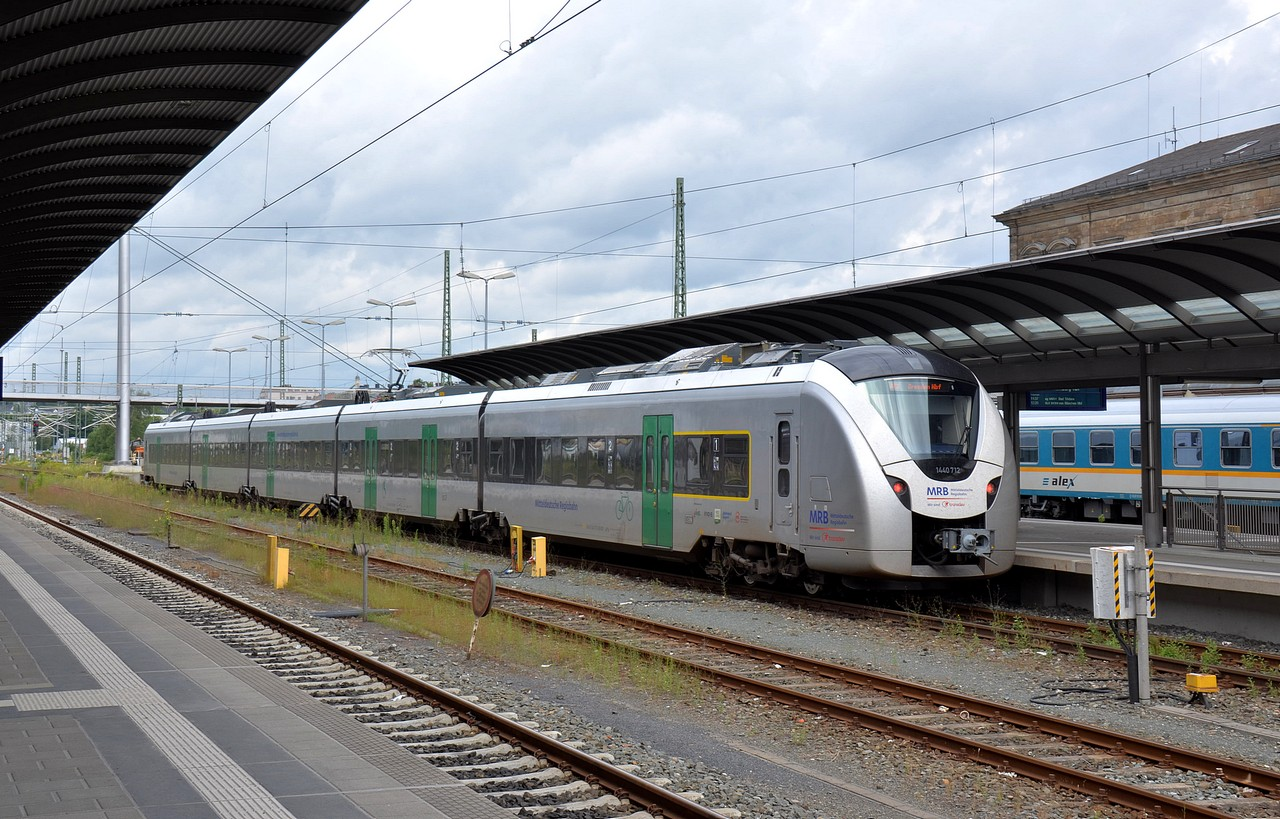
Coradia Continental (Fünfteiler) als Regionalexpress RE 3 in Hof Hbf (2017)
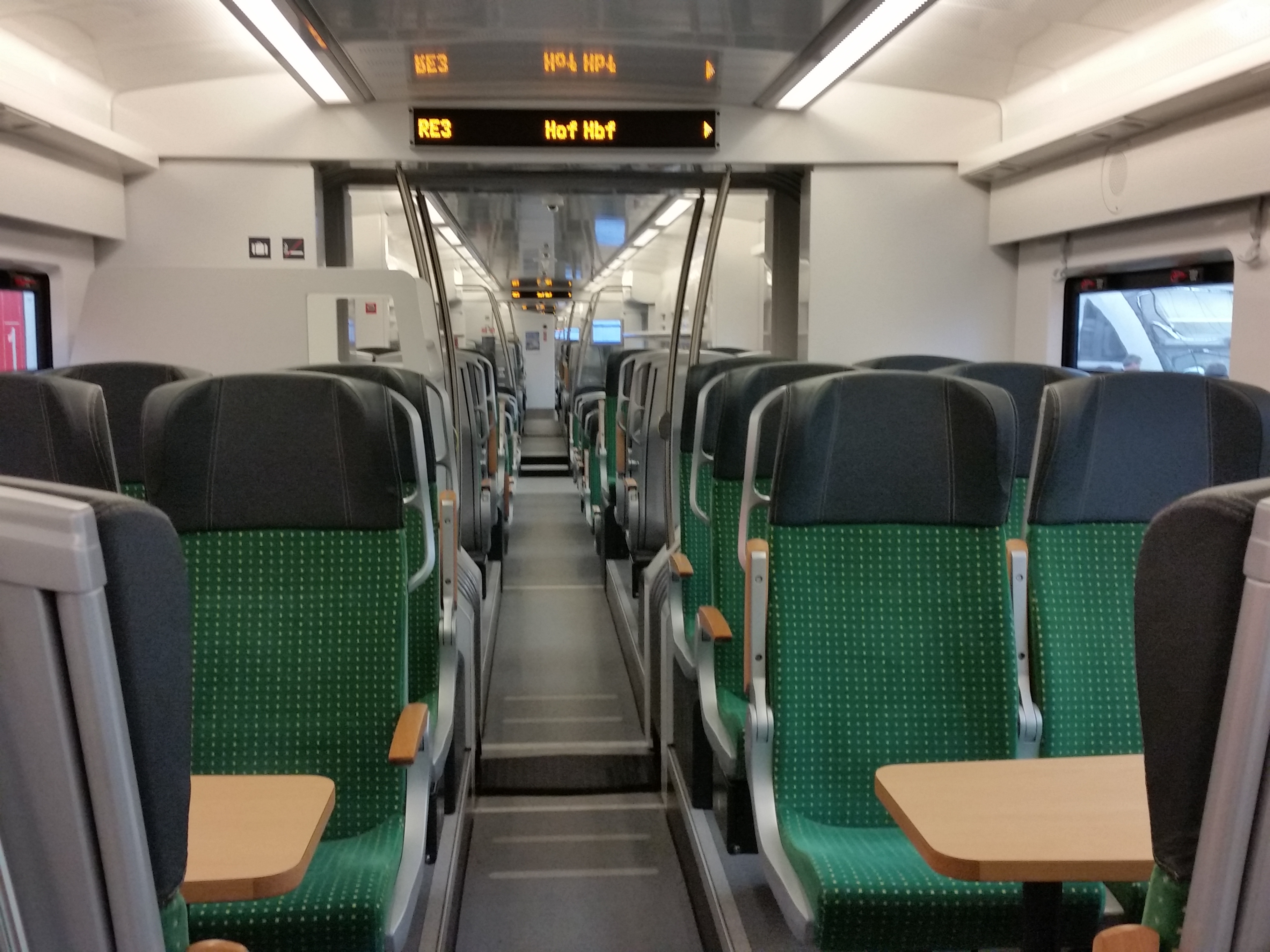
Coradia Continental Innenansicht
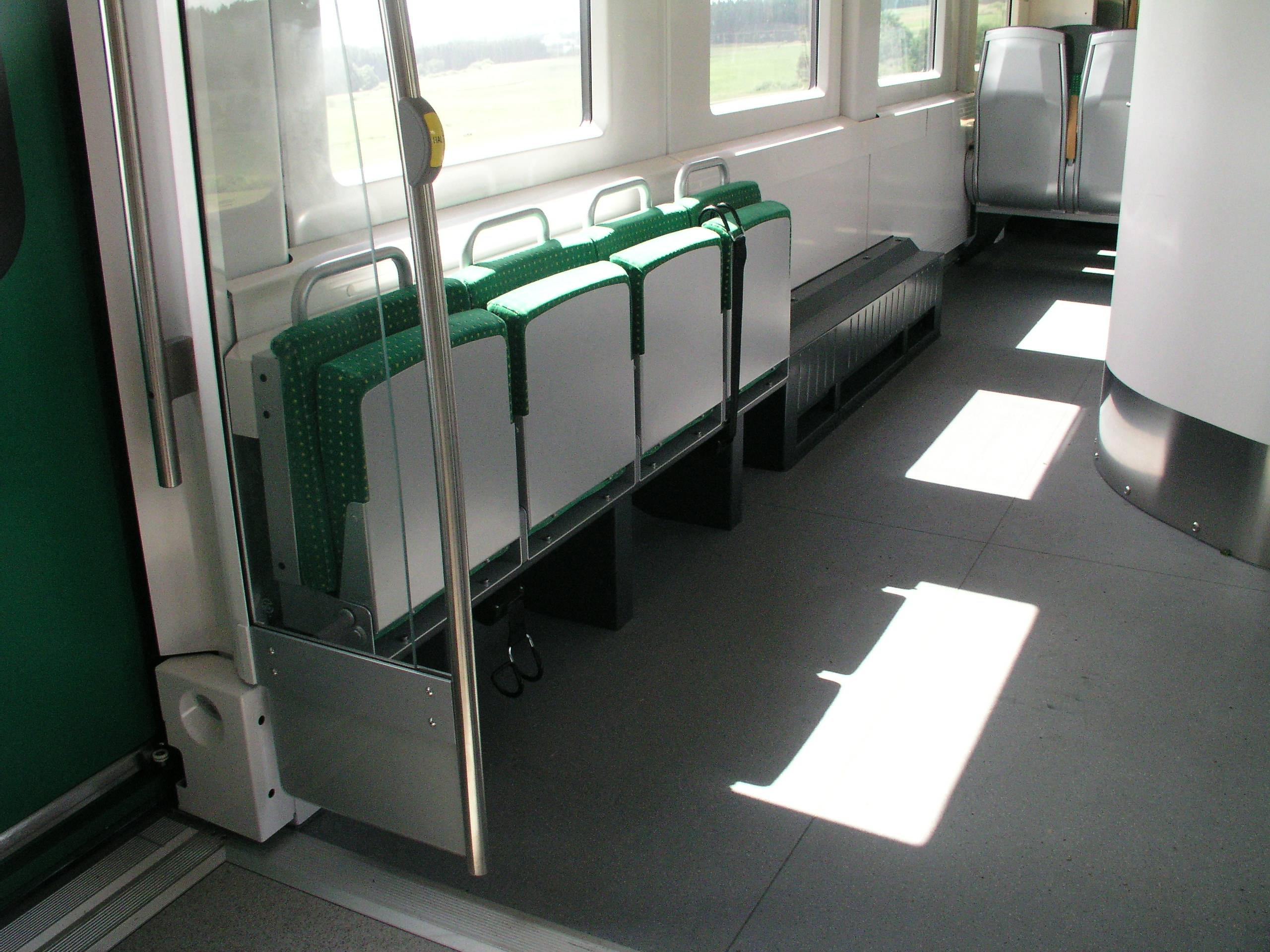
Coradia Continental Innenansicht
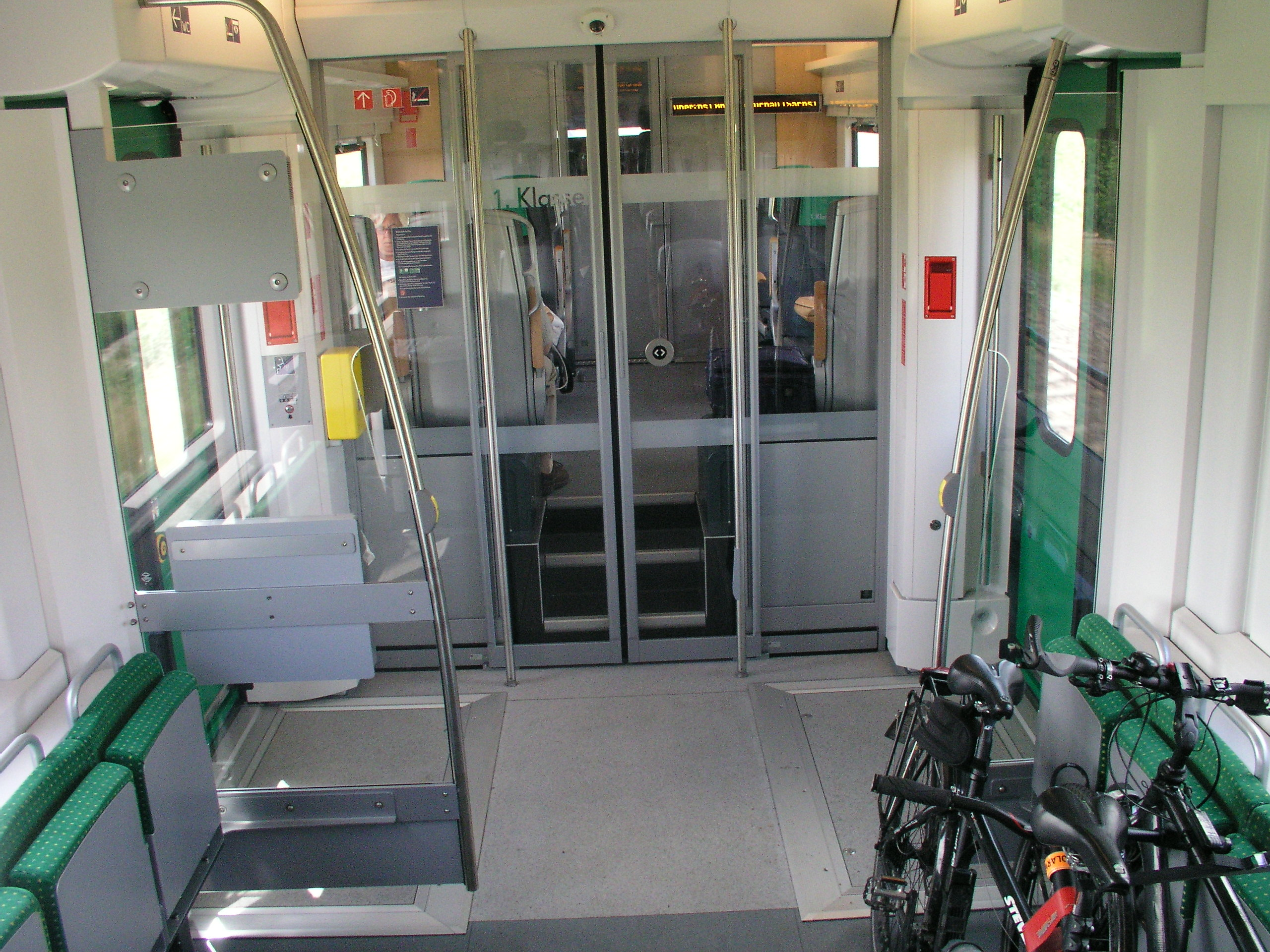
Coradia Continental Innenansicht

Bei den neuen Zügen von Alstom wurden im Dezember 2016 Fehler an den Laufflächen der Räder und an den Türen festgestellt. Zur Abstellung der Mängel wurden die betroffenen Züge aus dem Verkehr gezogen. Die Fahrgäste mussten teilweise Zugverspätungen, Zugausfälle und Ersatzzüge in Kauf nehmen. Die RB 45 wurde dabei komplett ohne Ersatzmaßnahmen und ohne Ersatzverkehr eingestellt.

### Ehemalige Linien

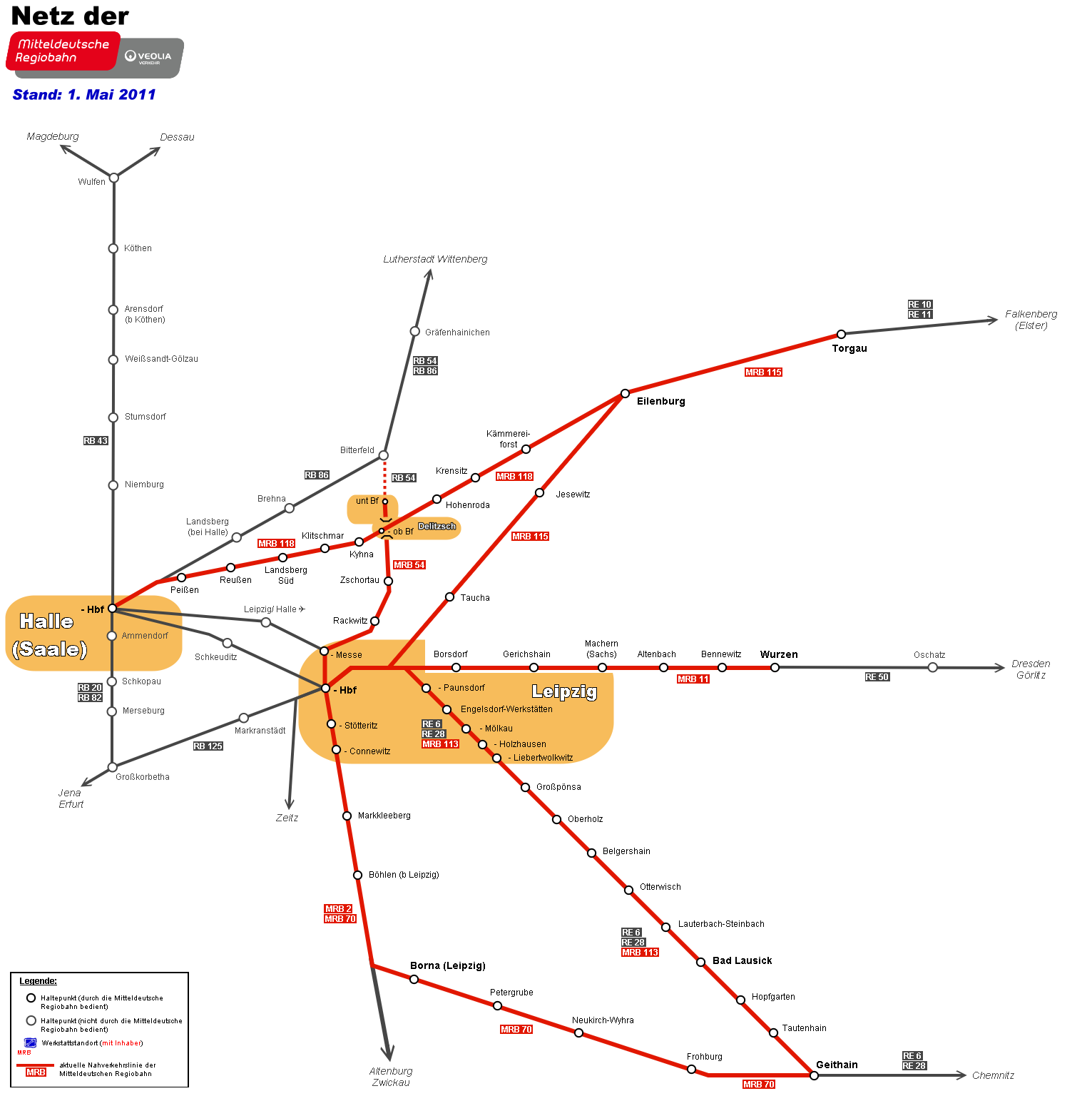
Netz der Mitteldeutschen Regiobahn im Jahr 2011

S-Bahn-ähnlicher Betrieb rund um Leipzig
| Linie  | KBS    | Zuglauf                                | Vertragslaufzeit       |
| ------ | ------ | -------------------------------------- | ---------------------- |
| RE 5   | 504    | Leipzig – Leipzig/Halle Flughafen      | Dez. 2009 – Apr. 2011  |
| RE 70  | 527    | Leipzig – Borna (b Leipzig) – Geithain | Dez. 2009 – Jun. 2011  |
| S 2    | 527    | Leipzig – Borna (b Leipzig)            | Juni. 2011 – Dez. 2013 |
| S 11   | 501.11 | Leipzig – Wurzen (– Oschatz)           | Dez. 2009 – Dez. 2013  |
| RB 54  | 251    | Leipzig – Delitzsch (– Bitterfeld)     | Dez. 2009 – Dez. 2013  |
| RB 115 | 215    | Leipzig – Eilenburg – Torgau           | Dez. 2009 – Dez. 2013  |
| RB 118 | 219    | Halle (Saale) – Delitzsch – Eilenburg  | Dez. 2008 – Dez. 2015  |
| RB 113 | 525    | Leipzig – Bad Lausick – Geithain       | Dez. 2008 – Jun. 2016  |

Für Kritik an den Vorgängerunternehmen der Transdev Regio Ost GmbH sorgte, dass selbst in S-Bahn-Plänen bis 2013 keine Elektrofahrzeuge eingesetzt wurden, obwohl das rund um Leipzig befahrene Streckennetz seit Jahrzehnten nahezu vollständig elektrifiziert ist. Vom zuständigen Besteller (ZVNL) wurde dies als nicht ausschreibungsrelevant angesehen. Bis Dezember 2013 kamen auf den Strecken Leipzig–Wurzen, Leipzig–Borna, Halle–Eilenburg und Leipzig–Geithain unter anderem Desiro-Triebwagen und Regio-Shuttle RS1 zum Einsatz.

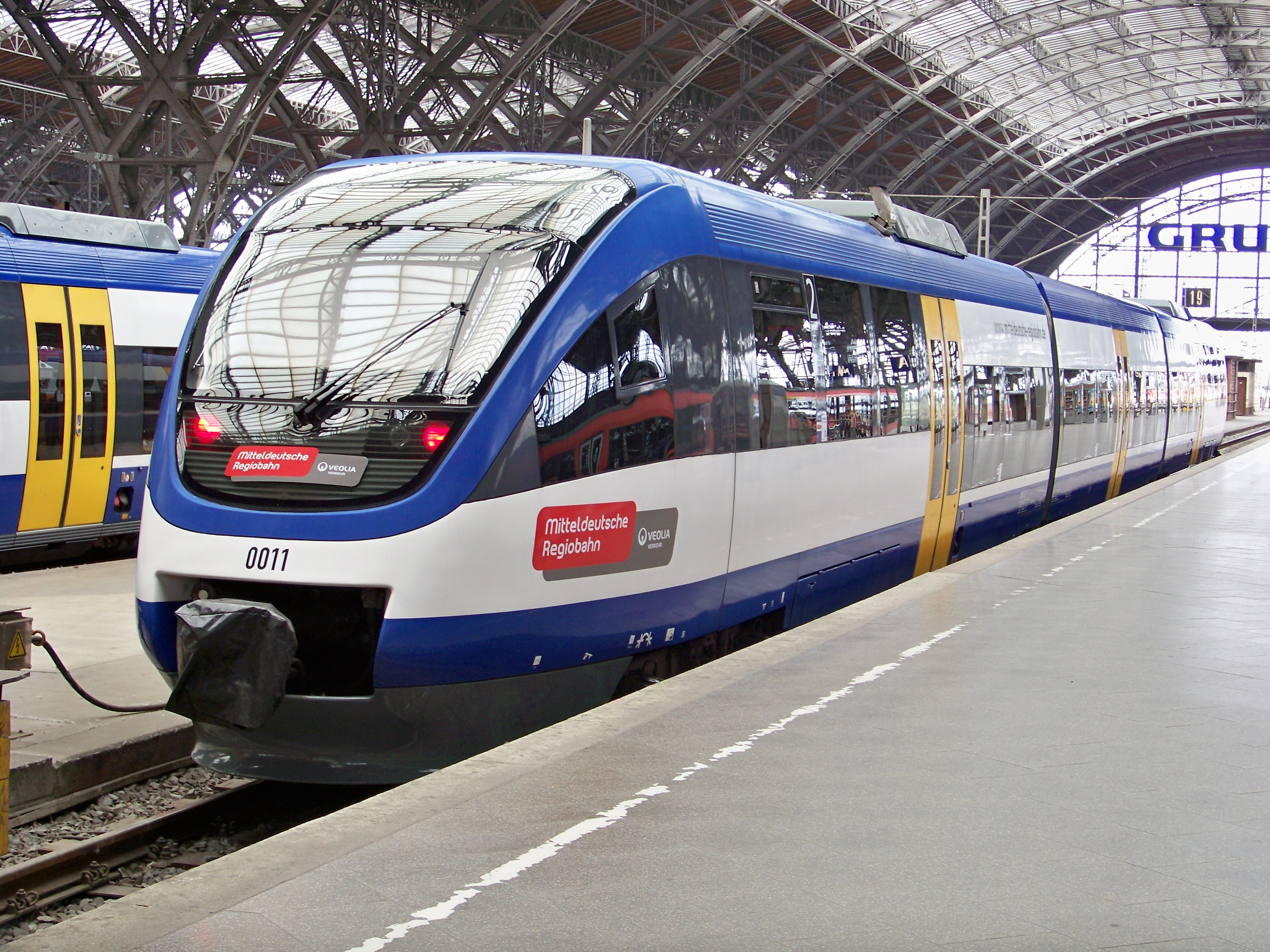
Bombardier Talent in Leipzig Hbf (2010)
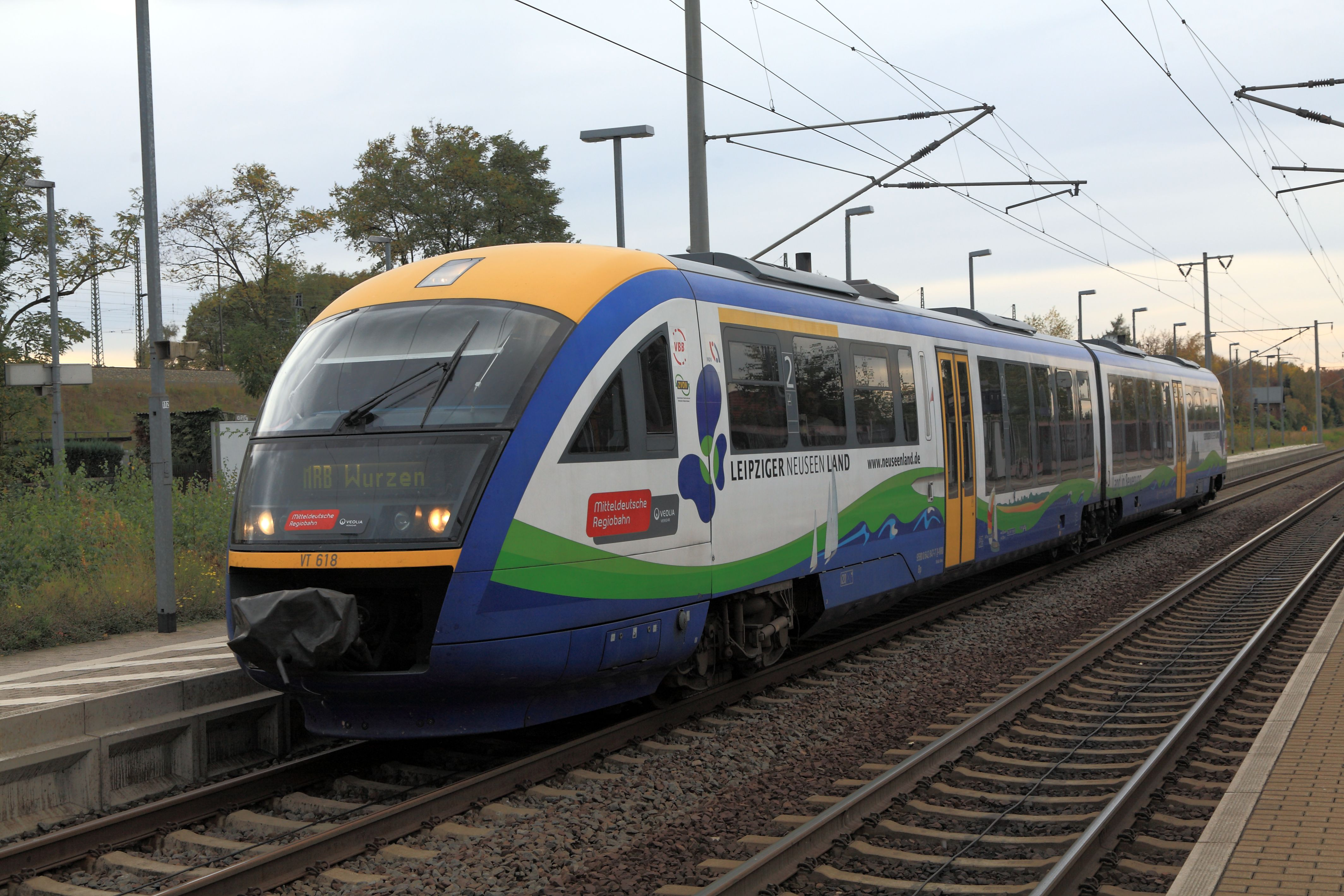
Hp Leipzig-Paunsdorf, Desiro als S-Bahn-Zug Leipzig–Wurzen, (Oktober 2013)
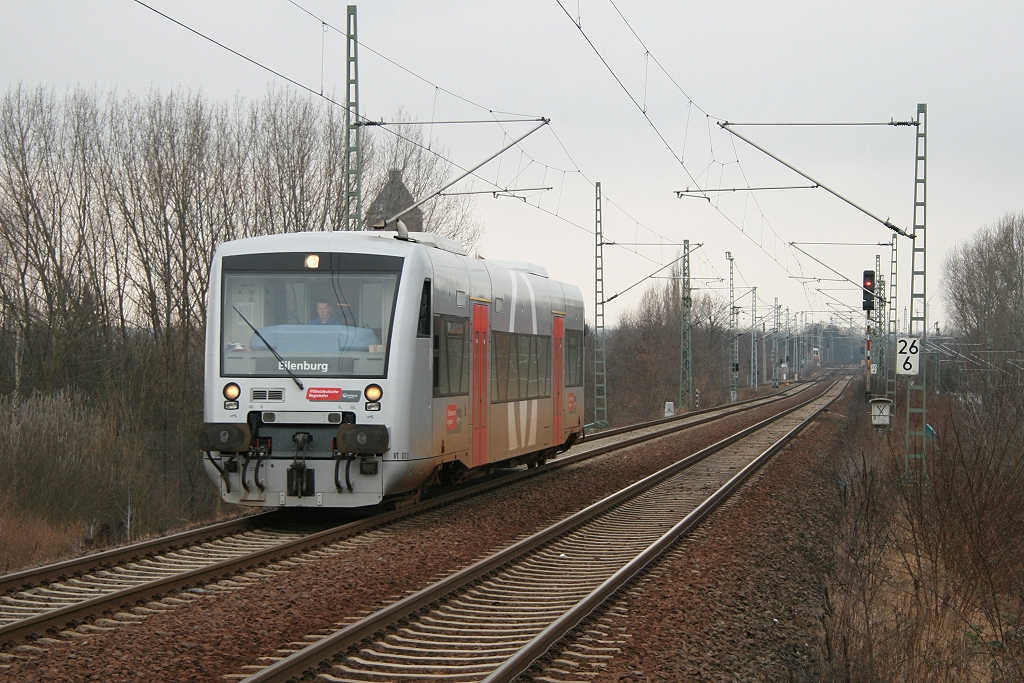
Regio-Shuttle bei Delitzsch (2009)
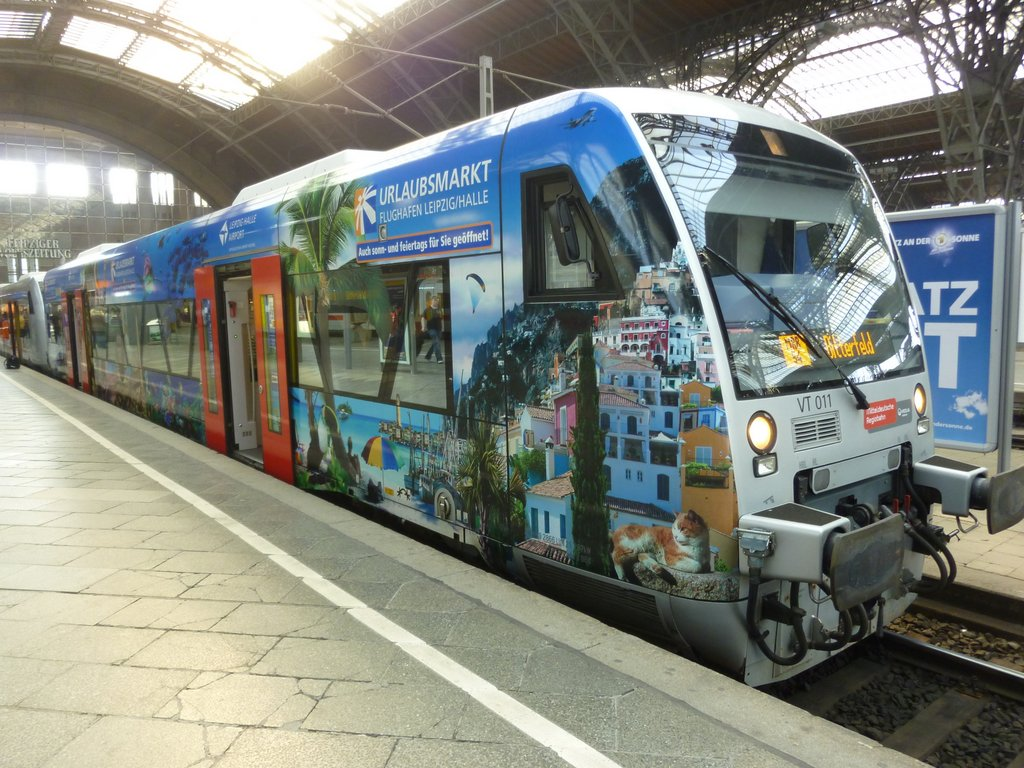
Regio-Shuttle mit Werbung für den Urlaubsmarkt im Bf Leipzig Hbf
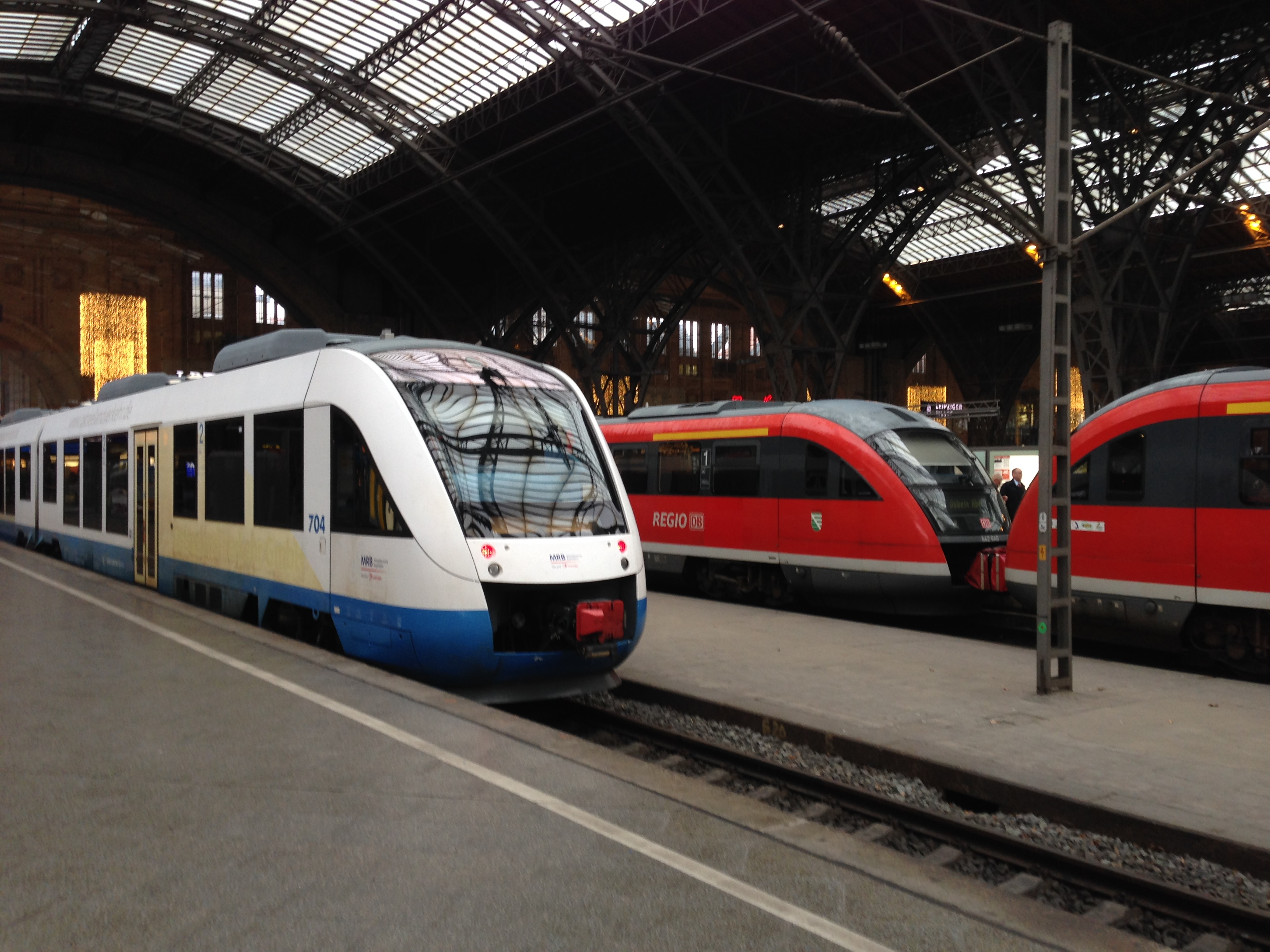
LINT 41 als MRB113 nach Geithain im Bahnhof Leipzig Hbf (Januar 2016)

VVO-Dieselnetz
Das VVO-Dieselnetz wurde im Auftrag des Verkehrsverbundes Oberelbe (VVO) von Transdev Regio Ost von 2019 bis 2021 bedient. Nach der Insolvenz der Städtebahn Sachsen erhielt das Unternehmen den Auftrag im Rahmen einer Notvergabe. Transdev Regio Ost nutzte im VVO-Dieselnetz Triebwagen des Typs Siemens Desiro Classic von der Leasinggesellschaft Alpha Trains, die zuvor die Städtebahn Sachsen angemietet hatte. Da die vorhandenen Fahrzeuge für einen stabilen Betrieb nicht ausreichten, wurden regelmäßig weitere Fahrzeuge verschiedener Typen angemietet.
| Linie | Zuglauf                                               | Vertragslaufzeit      | Anmerkungen                       |
| ----- | ----------------------------------------------------- | --------------------- | --------------------------------- |
| RE 19 | Dresden Hbf – Heidenau – Glashütte – Kurort Altenberg | Okt. 2019 – Dez. 2021 | nur an Wochenenden und Feiertagen |
| RB 33 | (Dresden Hbf –) Dresden-Neustadt – Königsbrück        | Okt. 2019 – Dez. 2021 | –                                 |
| RB 34 | Dresden Hbf – Radeberg – Kamenz (Sachs)               | Okt. 2019 – Dez. 2021 | –                                 |
| RB 71 | Pirna – Neustadt (Sachs) – Sebnitz (Sachs)            | Okt. 2019 – Dez. 2021 | –                                 |
| RB 72 | Heidenau – Glashütte – Kurort Altenberg               | Okt. 2019 – Dez. 2021 | –                                 |

Am 12. Dezember 2021 übernahm DB Regio den Betrieb der Strecken im Rahmen einer gewonnenen Neuausschreibung der Verkehrsleistungen. DB Regio übernahm dabei zahlreiche Personale von Transdev, setzt jedoch eigene Fahrzeuge ein.

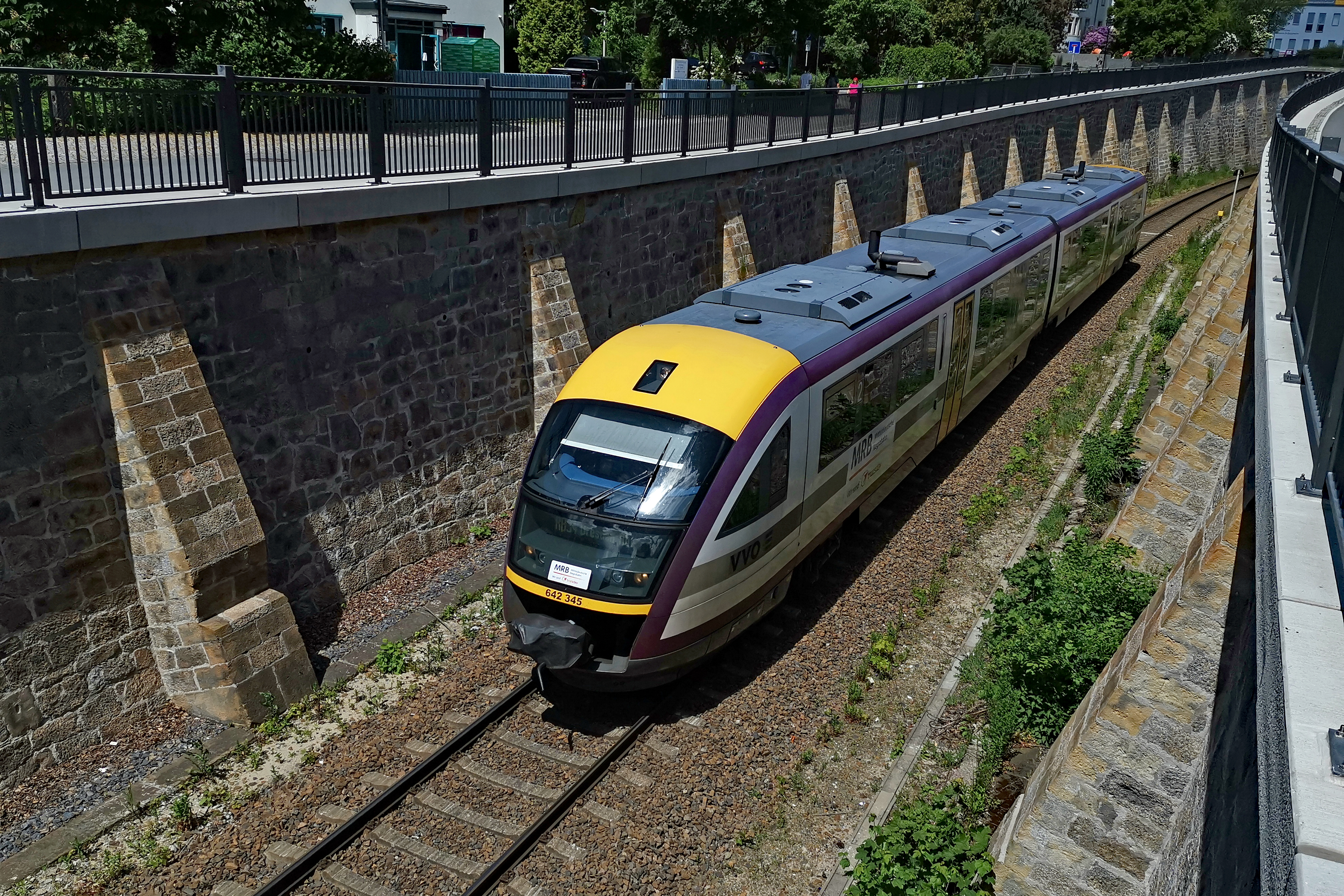
Kurz vor dem Tunnel in Kamenz, Linie RB 34. Die Fahrzeuge sind farblich noch im Aussehen des vorherigen Betreibers, lediglich wurde dessen Logo durch das der Mitteldeutschen Regiobahn überklebt. (Mai 2020)
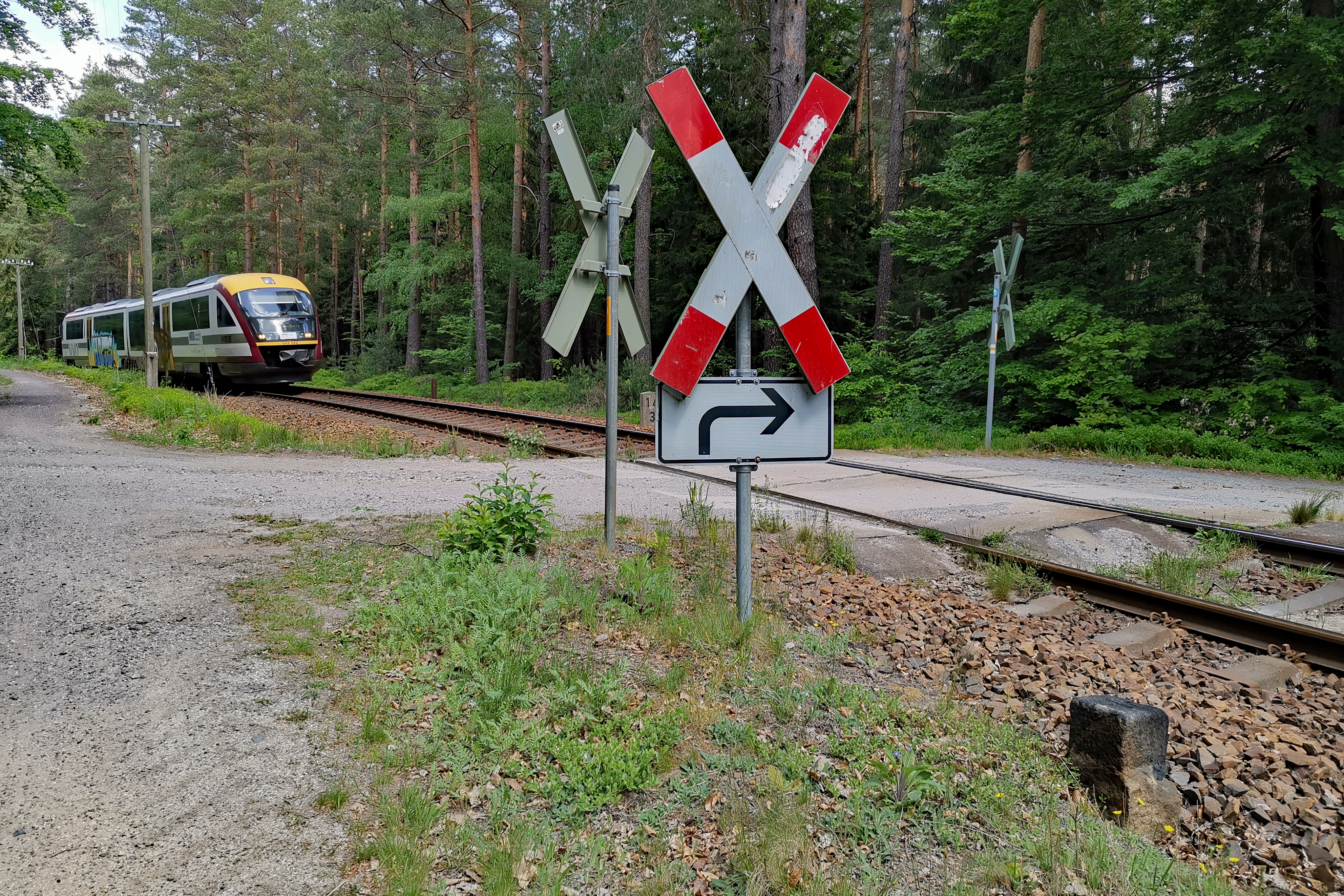
Triebwagen der Transdev Regio Ost, Linie RB 33, in der Laußnitzer Heide (Mai 2020)
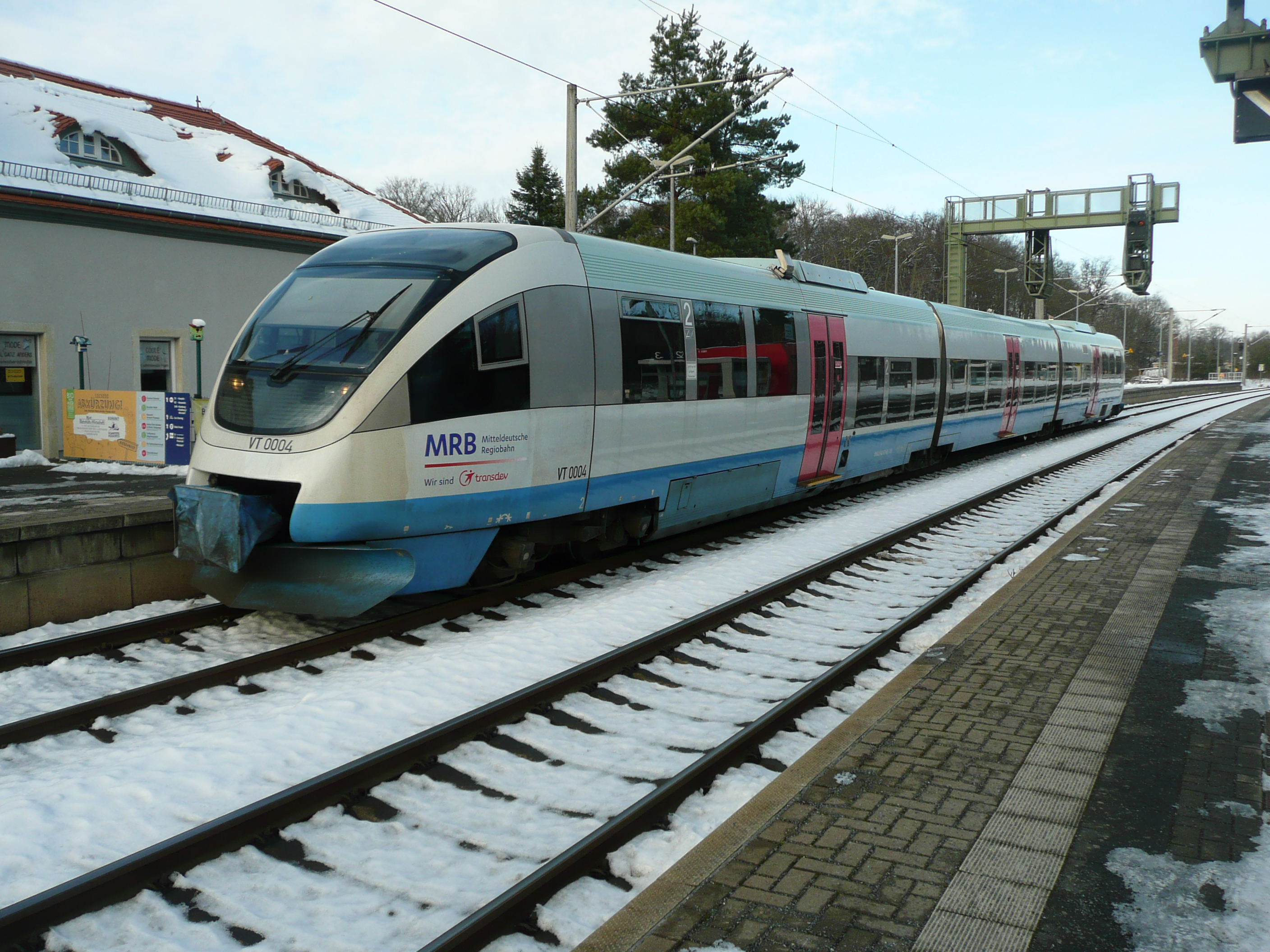
Angemieteter Triebwagen 643 111 im Bahnhof Dresden-Klotzsche (Januar 2021)

## Kundenzentren

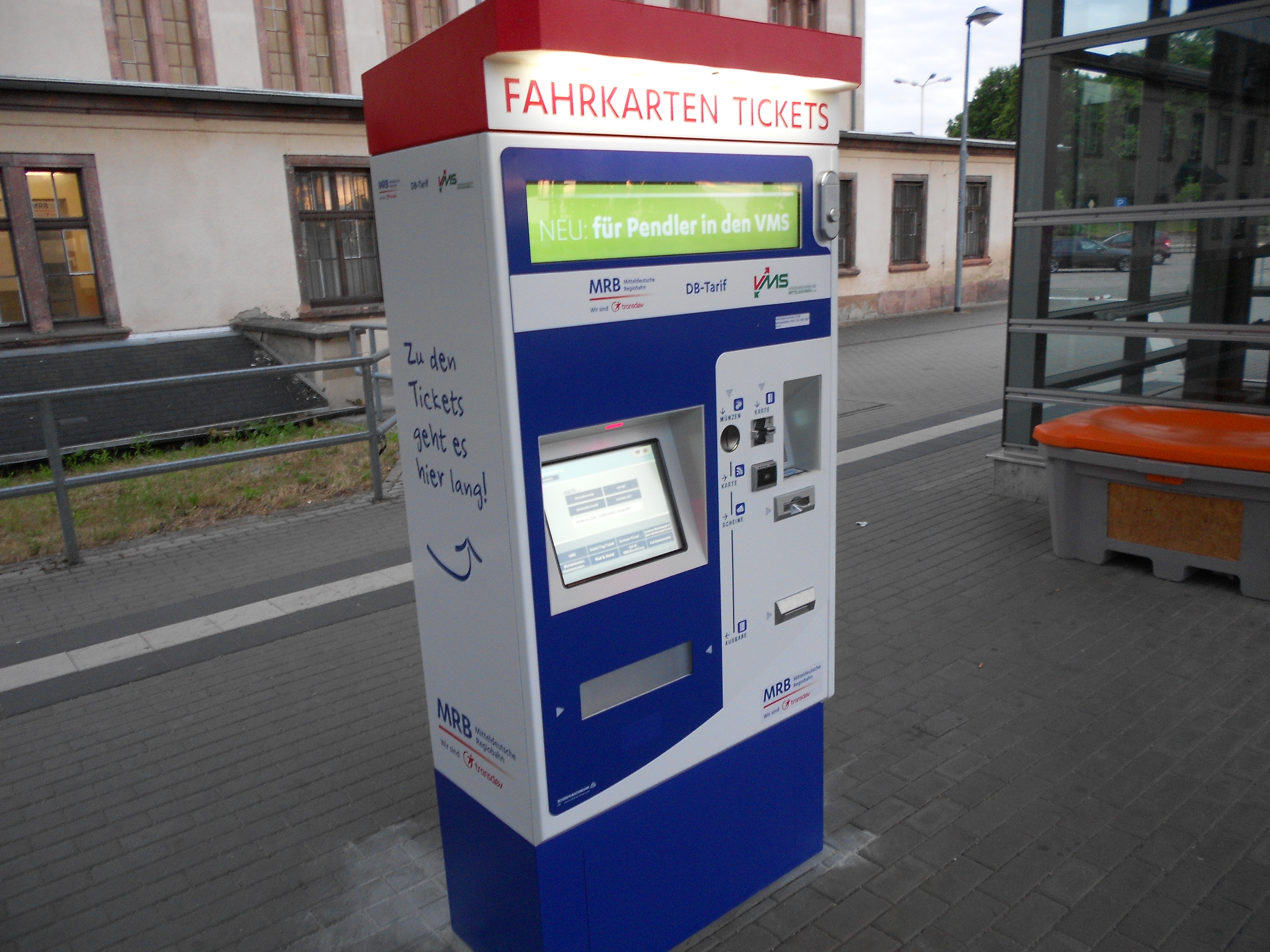
Fahrkartenautomat der MRB im Bahnhof Glauchau

Seit dem 12. Juni 2016 betreibt die Transdev-Gruppe unter der Marke Mitteldeutsche Regiobahn an den Bahnhöfen Chemnitz Hauptbahnhof, Glauchau, Flöha und in Zwickau (Sachs) Hauptbahnhof eigene Kundencenter sowie Partneragenturen in Auerbach, Burgstädt, Döbeln, Grimma, Hohenstein-Ernstthal, Mittweida, Plauen und Reichenbach. Dort werden alle Fahrkarten des Nah- und Fernverkehrs sowie der jeweiligen Verkehrsverbünde angeboten.

## Tarifangebote

### Guten-Tag-Ticket
Seit dem 12. Juni 2016 bietet die Bayerische Oberlandbahn GmbH in den Zügen des Elektronetzes Mittelsachsen (Linien RE 3, RB 30 und RB 45) das Guten-Tag-Ticket an. Das Ticket ist nicht in den Zügen der Transdev Regio Ost GmbH gültig (RE 6 und RB 110 sowie VVO-Dieselnetz). Das Ticket berechtigt zu beliebig vielen Fahrten innerhalb des Geltungsbereiches am angegebenen Tag und die kostenlose Mitnahme von bis zu drei familieneigenen Kindern unter 14 Jahren. Damit bietet das Guten-Tag-Ticket gegenüber dem Sachsen-Ticket einen preislichen Vorteil von bis zu 5,50 €. Auch können insgesamt mehr Kinder kostenfrei mitgenommen werden als beim Sachsen-Ticket. Anders als beim Sachsen-Ticket ist jedoch die Benutzung des übrigen ÖPNV in Sachsen nicht möglich.
| Geltungsbereich           | eine Person | zwei Personen | drei Personen | vier Personen | fünf Personen | Montag – Freitag           | Samstag, Sonntag und gesetzl. Feiertage |
| ------------------------- | ----------- | ------------- | ------------- | ------------- | ------------- | -------------------------- | --------------------------------------- |
| Elektronetz Mittelsachsen | 28,00 €     | 35,50 €       | 43,00 €       | 50,50 €       | 58,00 €       | 9 bis 3 Uhr des Folgetages | 0 bis 3 Uhr des Folgetages              |

### Doppel-Deal
Die Bayerische Oberlandbahn GmbH und die Transdev Regio Ost GmbH boten zwischenzeitlich einen eigenen Tarif für Vielfahrer und Pendler im ein- und ausbrechenden Verkehr des Verkehrsverbunds Mittelsachsen (ab 1. August 2016) und des Verkehrsverbundes Vogtland (ab 11. Dezember 2016) an. Der „Doppel-Deal“ war eine Zeitkarte, die als (Abo-)Monats- oder Wochenkarte (auch für Schüler) zum selben Preis wie im damaligen Nahverkehrstarif der Deutschen Bahn erhältlich war. Vorteil gegenüber dem DB-Angebot war die Integration einer Tarifzone des VMS ohne Aufpreis. Busse und Straßenbahnen waren damit in der jeweiligen VMS-Zone ohne Zusatzkosten nutzbar. Anders als im preisgleichen DB-Tarif wurde jedoch keine kostenlose BahnCard 25 ausgegeben. Nutzungsbeispiele:
- Dresden–Chemnitz: VMS-Zone 13 (für Chemnitz) war kostenlos dabei, das Stadtgebiet Chemnitz konnte mit Bussen und Straßenbahnen kostenfrei genutzt werden. Die kostenfreie Nutzung des übrigen SPNV (z. B. zwischen Chemnitz Hbf und Chemnitz-Siegmar oder zwischen Chemnitz Hbf und Chemnitz Kinderwaldstätte) war jedoch ausgeschlossen.
- Chemnitz–Leipzig und Chemnitz–Riesa: auch hier war die Nutzung von Bussen und Straßenbahnen in der VMS-Zone 13 im Preis bereits enthalten (SPNV-Einschränkung siehe vorstehend).
- Zwickau–Reichenbach/Vogtl. ob Bf: In diesem Fall gab es die VMS-Zone 16 (Zwickau) sowie die VVV-Zone Reichenbach kostenfrei. Mit einer Wochenkarte für diese Relation konnten das gesamte Zwickauer Stadtgebiet, die Fahrt zwischen Zwickau und Reichenbach, sowie die angrenzende Reichenbacher Verbundszone genutzt werden.
- Der Doppel-Deal galt nicht für tarifzonenübergreifende Fahrten innerhalb des Verkehrsverbundes Mittelsachsen. Hierzu musste eine Fahrkarte zum Verkehrsverbundspreis gelöst werden.

Der Doppel-Deal wurde auch in den parallel verkehrenden Verkehrsmitteln der DB Regio und der Vogtlandbahn, z. B. in der Dresdner S-Bahn-Linie S3 Dresden–Tharandt–Freiberg und im RB 2 Zwickau–Hof, sowie in den Linien S2, S3, S5 und S5X der S-Bahn Mitteldeutschland (jeweils südlich von Leipzig Hbf) und im Netz der Erzgebirgsbahn anerkannt. Das Tarifangebot Doppel-Deal wurde nach wenigen Jahren wieder eingestellt. Im Jahr 2023 wird es im Internetauftritt der ausgebenden Unternehmen nicht mehr als verfügbares Tarifangebot erwähnt.